# NGC 5840
NGC 5840 este o galaxie situată în constelația Boarul. A fost descoperită în  de către Lewis A. Swift.